# Bernd Hill

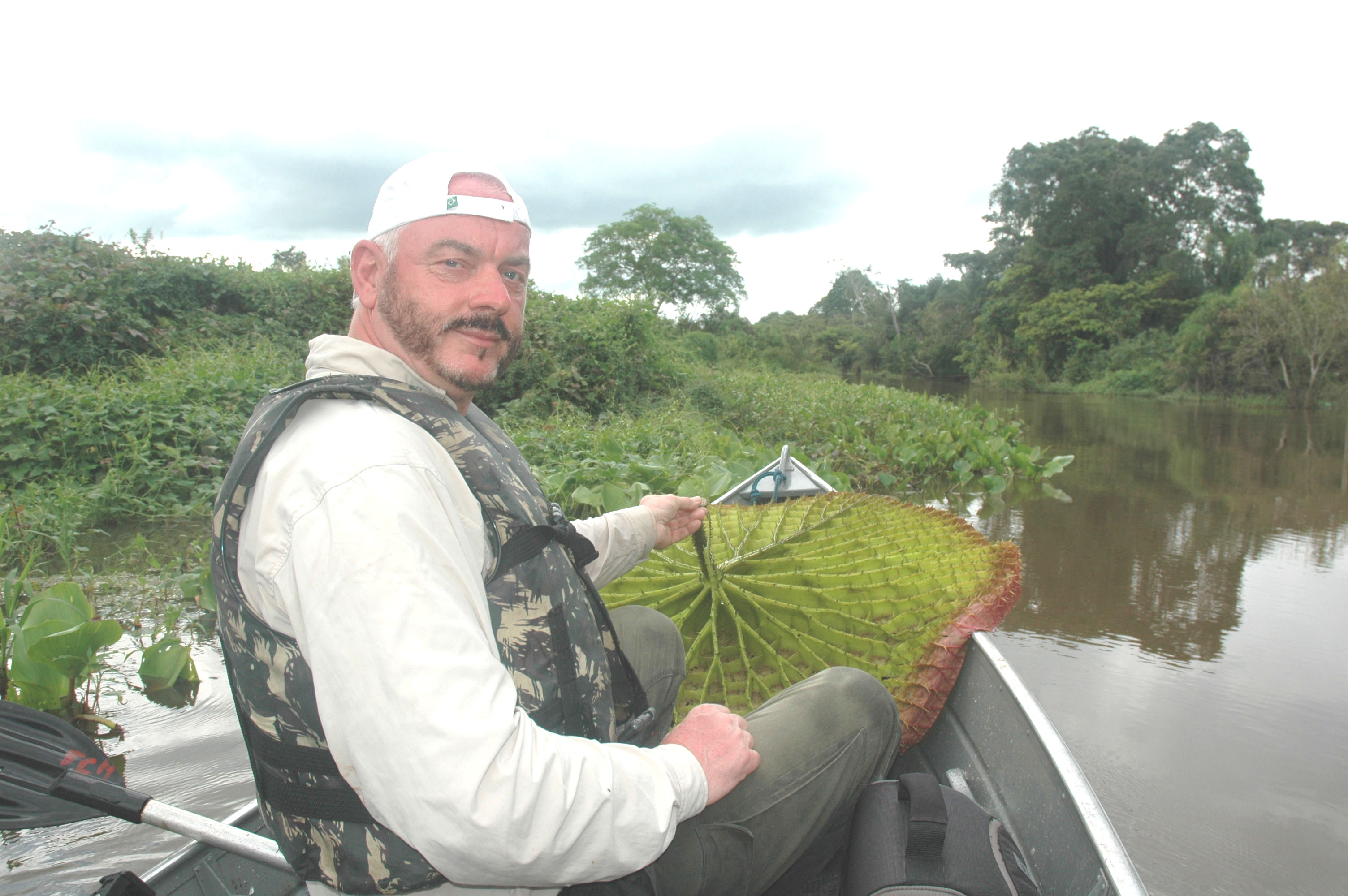
Bernd Hill bei einer Regenwaldexpedition

Bernd Hill (* 27. Mai 1947 in Georgenthal/Th.) ist ein deutscher Technikdidaktiker, Innovationsforscher und Bioniker.

## Leben
Bernd Hill studierte an der PH/Universität Erfurt im Schwerpunkt Polytechnik/Werken. Von 1976 bis 1984 lehrte er als Diplomfachlehrer für Polytechnik und Werken an der Polytechnischen Oberschule in Ohrdruf/Th. Ab 1984 war er wissenschaftlicher Assistent im Fachgebiet Methodik des polytechnischen Unterrichtes am Institut für Technische Wissenschaften und Betriebliche Entwicklung (ITB) an der Pädagogischen Hochschule Erfurt. Dort leitete er seit 1992 in Lehre und Forschung das Lehrgebiet Didaktik der Technik.
1987 promovierte er dort über Erfindungsmethodik. 1995 erfolgte seine Habilitation über Biostrategien und biologische Organisationsprinzipien an der Martin-Luther-Universität Halle. Von 1998 bis 2012 lehrte Hill an der Westfälischen Wilhelms-Universität Münster im Fachbereich Physik/Institut für Technik und ihre Didaktik. In den verschiedensten Unternehmen führte er Innovationskurse durch. In den Semesterpausen forschte und lehrte er zur Bionik an brasilianischen Universitäten, wie in Campo Grande (Universidade para o Desenvolvimento do Estado e da Região do Pantanal), Florianapolis (Universidade Federal de Santa Catarina), São Paulo (Universidade de São Paulo) und an der lettischen Hochschule in Rēzekne.

## Ehrungen
2013: Verleihung des Titels Ehrenprofessor (Prof. honoris causa) vom Fakultätsrat für Ingenieurwissenschaften der Hochschule Rēzekne/Lettland.

## Forschungen
Hills Forschungstätigkeit bezog sich auf Innovations- und Lernstrategien sowie auf systematische und angewandte Bionik, dabei insbesondere die Didaktik und Methodik der Bionik. Er entwickelte die Naturorientierte Innovationsstrategie für Entwickler, Ingenieure und Produktdesigner einschließlich eines Katalogsystems biologischer Strukturen zur Bestimmung und Lösung technischer Entwicklungsaufgaben und -probleme. Für didaktische Aneignungskonzepte des Technikunterrichtes entwarf Hill die Lernstrategie des Erfindenden Lernens und für den naturwissenschaftlichen Unterricht die des Naturorientierten Lernens.  

## Publikationen (Auswahl)
1. Goal Setting Through Contradiction Analysis in the Bionics-Oriented Construction Process.- In: CIM - Creativity & Innovation Management, Volume 14, Number 1, March 2005, Page 59-65, Blackwell Publishing Ltd, Oxford/USA
2. Bionik- notwendiges Element im Konstruktionsprozess.- In: Konstruktion, Heft 9, 1993, Seite 283-287, Springer Verlag Berlin
3. Heuristically application of laws in construction process.- In: Hilliges, M. (Red.) Evolution of Natural Structures, Principles, Strategies and Models in Architecture and Nature, 1994, Seite 279-284, Stuttgart
4. Naturorientierte Lösungsfindung - Entwickeln und Konstruieren nach biologischen Vorbildern.- 1999, Expert Verlag Renningen
5. Lernerfolge durch Erfinden - Strategie des Erfindenden Lernens.- In: Unterricht - Arbeit + Technik, Heft 8, 2003, Seite 4-5, E. Friedrich Verlag Velber
6. Der kreative Weg zur erfolgreichen Innovation.- In: Innovation Management, Heft 3, 2. Jhrg., 2007, Seite 72-79, Verlag Engli & Partner Horn/CH
7. Naturorientiertes Lernen- ein pädagogisches Konzept.- In: MNU-Journal, Verband zur Förderung des MINT-Unterrichtes, Heft 2, Jhrg. 71, 2018, Seite 47-52, Verlag Klaus Seeberger Neuss
8. Buchreihe: Bionik - Lernen von der Natur, Bände 1- 20, 2013-2023, Knabe Verlag Weimar.